# Aéroport international d'Odessa
 (mai 2015).
Si vous disposez d'ouvrages ou d'articles de référence ou si vous connaissez des sites web de qualité traitant du thème abordé ici, merci de compléter l'article en donnant les références utiles à sa vérifiabilité et en les liant à la section « Notes et références ».
L'aéroport international d'Odessa (en ukrainien : Міжнародний аеропорт «Одеса», en russe : Международный аэропорт «Одесса») est un aéroport international, desservant Odessa, en Ukraine.

## Histoire
L'aéroport d'Odessa fut construit en 1961.
En mai 2007, des travaux de construction ont commencé, dont l'agrandissement de la piste principale. En 2009, 651 000 passagers ont transité par cet aéroport.
Le 30 avril 2022, dans le cadre de la guerre d'Ukraine, l'armée russe bombarde la piste principale de l'aéroport, la rendant inutilisable.

## Situation
| Berdiansk Oujhorod Brody Ouman Kanatove Konotop Djankoï Tchouhouïv Kryvyï Rih Donetsk Sébastopol DniproVesseloïeBaheroveHorodokChersonèseGvardeïskoïeKatchaIvano-Frankivsk Izmaïl JovtneveJytomyr Koulbakino Kharkiv · Charcovie Khmelnytskyï Kherson KrementchoukKiev/Kyïv · Jouliany Kiev/Kyïv · Boryspil Kryvyï Rih Kolomya Loutsk Louhansk LvivMarioupol Mykolaïv Myrhorod Nijyn Odessa Poltava Rivne Sambir Simferopol Starokostiantyniv Tchernivtsi Vinnytsia Zaporijjia |

## Statistiques
Le graphique qui aurait dû être présenté ici ne peut pas être affiché car il utilise l'ancienne extension Graph, désactivée pour des questions de sécurité. Des indications pour créer un nouveau graphique avec la nouvelle extension Chart sont disponibles ici.

Voir la requête brute et les sources sur Wikidata.

## Compagnies et destinations

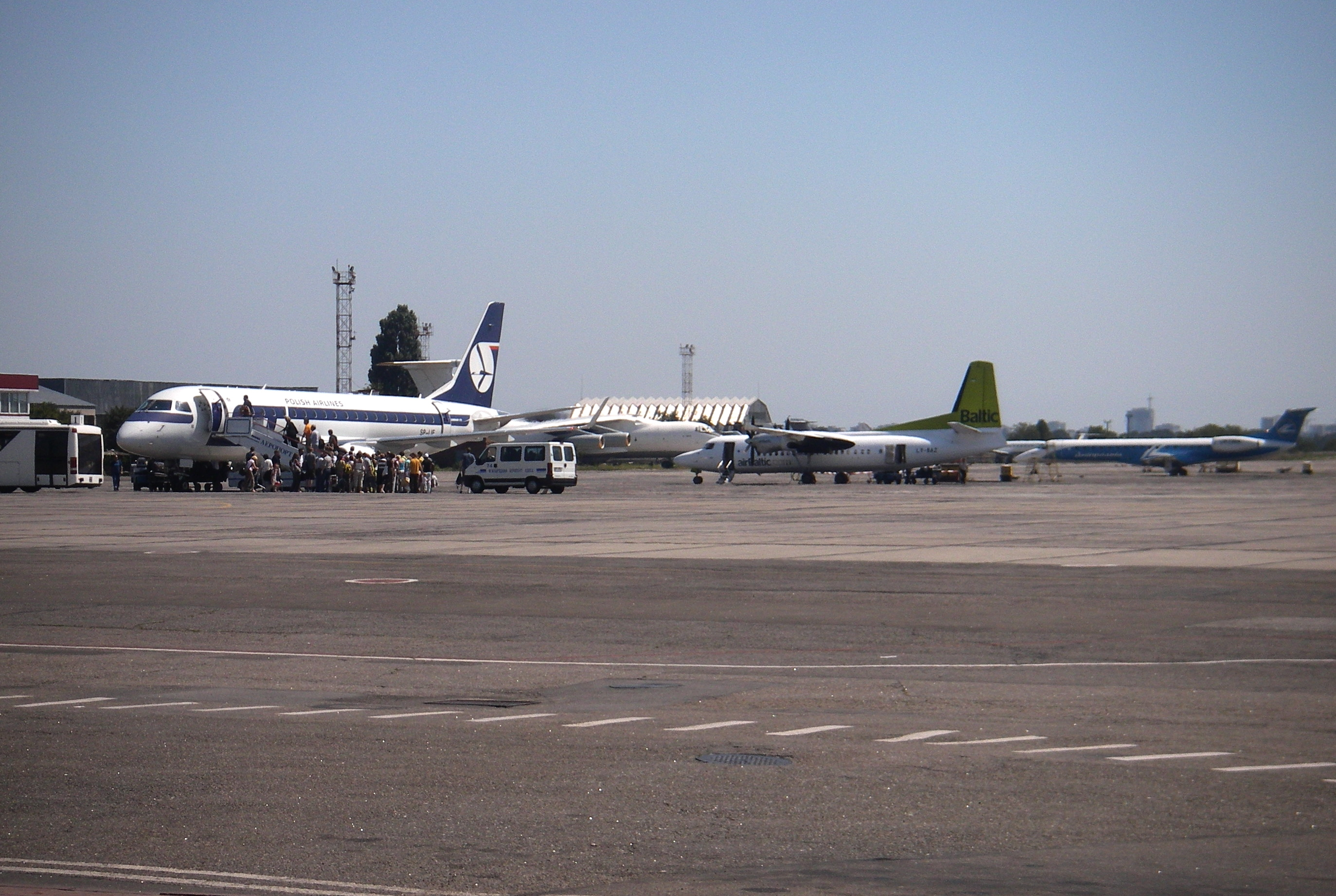
Apron overview

| Compagnies                     | Destinations |
| ------------------------------ | --- |
| airBaltic                      | En saison : Riga |
| Arkia                          | En saison Charter : Tel Aviv - Ben Gourion |
| Austrian Airlines              | Vienne-Schwechat |
| Azur Air Ukraine               | En saison Charter : Antalya, Charm el-Cheikh |
| Bees Airline                   | En saison : Erevan-Zvarnots |
| Belavia                        | Minsk |
| Bulgaria Air                   | Sofia-Vrajdebna |
| Buta Airways                   | Bakou-H. Aliyev |
| Ellinair                       | En saison : Héraklion-N. Kazantzákis , Thessalonique-Makedonía |
| flydubai                       | Dubaï |
| LOT Polish Airlines            | Varsovie-Chopin |
| Lumiwings                      | Forlì |
| Motor Sich Airlines            | Kiev-Jouliany |
| Onur Air                       | Istanbul |
| Qatar Airways                  | Doha-Hamad |
| Ryanair                        | Berlin-Brandebourg, Budapest-Ferenc Liszt, Gdańsk-L. Wałęsa, Katowice-Pyrzowice, Cracovie-Jean-Paul II, Poznań (Posnanie)-H. Wieniawski, Wrocław-N. Copernic |
| Swiss International Air Lines  | Zurich |
| SkyUp                          | En saison : - Barcelone-El Prat, - Batoumi-A. Kartveli , - Kharkiv (Charcovie), - Kiev-Boryspil, - Koutaïssi-David-IV, - Lamezia Terme , - Larnaca , - Rimini, - Erevan-Zvarnots Charter : Charm el-Cheikh En saison Charter : - Antalya, - Héraklion-N. Kazantzákis , - Tivat |
| Sun D'Or                       | En saison : Tel Aviv - Ben Gourion |
| TAROM                          | Bucarest-H. Coandă |
| Turkish Airlines               | Istanbul |
| Ukraine International Airlines | Istanbul, Kiev-Boryspil, Tel Aviv - Ben Gourion En saison : Vilnius En saison Charter : Antalya, Charm el-Cheikh" |
| Wizz Air                       | Berlin-Brandebourg, Abou Dabi, Bratislava-M. R. Štefánik, Budapest-Ferenc Liszt, Gdańsk-L. Wałęsa, Katowice-Pyrzowice, Wrocław-N. Copernic |

Édité le 21/01/2020
Tous les vols sont suspendus.